# Mailx
mailx é um programa de computador utilizado para envio e leitura de e-mails em sistemas do tipo Unix. Sua sintaxe simplificada com as opções mais utilizadas é:
```
mailx [-s assunto] [-a anexo ] [-r remetente] destinatário

```

As opções mais utilizadas são:
- -a Indica arquivo para ser anexado
- -r Indica remetente
- -s assunto da mensagem (pode ser colocado depois)

Um "." ou ctrl+d indica o fim da mensagem.

## Exemplo de uso
```
prompt:mail -s assunto -m para formatação de caracteres especiais EX: (Compensação) -a arq1 -a arq2 
-r "remetente<remetente@email.com>" "dest1<deste@email.com>"
mensagem 
. 
EOT

```

Este exemplo anexa os arquivos arq1 e arq2 e os envia para dest1<deste@email.com> que verá a mensagem como sendo enviado por remetente<remetente@email.com>. O assunto da mensagem será "assunto" e o corpo "mensagem". Note que um "." isolado na última linha do corpo da mensagem indica o seu fim.